# Piotr Gutman
Piotr Gutman (ur. 30 czerwca 1941 w Biskupicach, obecnie Zabrze) – polski bokser, wicemistrz Europy, olimpijczyk.
Zdobył srebrny medal podczas mistrzostw Europy w Belgradzie 1961 w wadze koguciej, kiedy to po wygraniu trzech pojedynków przegrał walkę finałową z Siergiejem Siwko (ZSRR).
Był uczestnikiem olimpiady w Tokio 1964, gdzie dotarł do ćwierćfinału w wadze piórkowej.
Trzykrotnie był mistrzem Polski (w wadze koguciej w 1959 i w wadze piórkowej w 1963 i 1966), a dwukrotnie wicemistrzem (w wadze piórkowej w 1962 i 1964). W kraju głównymi rywalami Gutmana byli Jerzy Adamski i Brunon Bendig.
Walczył w klubie ŁTS Łabędy. Po zakończeniu kariery został trenerem.